# Булдеево
Булде́ево (чув. Ҫырмапуҫ) — деревня в Цивильском районе Чувашской Республики. Административный центр Булдеевского сельского поселения.

## География
Находится в северной части Чувашии на расстоянии приблизительно 8 км на северо-восток по прямой от районного центра города Цивильск.

## История
Известно с 1719 года, когда в ней было учтено 24 двора, 108 мужчин. В 1747 году был учтен 91 мужчина; 1795 — 20 дворов, 124 жителя, 1858—1328 жителей, 1897—219 жителей, 1926 — 58 дворов, 257 жителей, 1939—244 жителя, 1979—131 житель. В 2002 году отмечено 65 дворов, в 2010 — 56 домохозяйств. В период коллективизации был организован колхоз «Дружба», в 2010 работало ООО «Водолей».

## Население
Постоянное население составляло 179 человек (чуваши 99 %) в 2002 году, 175 в 2010.